# Живородящие жабы
Живородящие жабы (лат. Nectophrynoides) — род бесхвостых земноводных семейства жаб, обитающих в Африке.

## Описание
Общая длина представителей этого рода колеблется от 20 до 35 мм. Наблюдается половой диморфизм: самки крупнее самцов. По своему строению похожи на виды из рода Bufo. Окраска колеблется от светло-жёлтого, светло-розового до коричневатого.

## Образ жизни
Обитают в тропических горных лесах, водно-болотных угодьях. Встречаются на высоте до 2000 м над уровнем моря. Активны ночью, питаются беспозвоночными.

## Размножение
Наряду с живородящей жабой и Limnonectes larvaepartus представители рода являются единственными живородящими бесхвостыми амфибиями. Яйца развиваются в нижнем отделе расширенных яйцеводов. На свет появляется вполне сформировавшаяся жаба.

## Распространение
Эндемики танзанийской части Восточного рифта (Африка).

## Классификация
На февраль 2023 года в род включают 13 видов:
- Nectophrynoides asperginis Poynton, Howell, Clarke & Lovett, 1999
- Nectophrynoides cryptus Perret, 1971 — Миниатюрная жаба
- Nectophrynoides frontierei Menegon, Salvidio & Loader, 2004
- Nectophrynoides laevis Menegon, Salvidio & Loader, 2004
- Nectophrynoides laticeps Channing, Menegon, Salvidio & Akker, 2005
- Nectophrynoides minutus Perret, 1972 — Хрупкая жаба
- Nectophrynoides paulae Menegon, Salvidio, Ngalason & Loader, 2007
- Nectophrynoides poyntoni Menegon, Salvidio & Loader, 2004
- Nectophrynoides pseudotornieri Menegon, Salvidio & Loader, 2004
- Nectophrynoides tornieri (Roux, 1906) — Жаба Торнира
- Nectophrynoides vestergaardi Menegon, Salvidio & Loader, 2004
- Nectophrynoides viviparus (Tornier, 1905) — Яйцеживородящая жаба
- Nectophrynoides wendyae Clarke, 1988